# Juan de Tarazona
Juan de Tarazona (Navarra, ? - Roma, 2 de septiembre de 1211) fue un eclesiástico navarro, obispo de Pamplona desde 1205 hasta su muerte.
Educado desde joven en la catedral de Santa María de Pamplona, fue secretario del obispo Pedro de París, abad del santuario de San Miguel de Excelsis y arcediano de la catedral. Su alineamiento en favor del obispo Martín de Tafalla, enfrentado con Sancho VI de Navarra, le hizo caer en desgracia con éste, discordia que quedó olvidada con la muerte del rey en 1194.
En 1205 fue elegido obispo de Pamplona gracias a la autoridad del rey Sancho VII, con quien se comprometió a saldar las deudas que la iglesia pampilonense había contraído durante el episcopado de García Ferrández. Su nombramiento no fue del agrado de gran parte del cabildo, que entabló ante la Santa Sede un pleito alegando que la elección había sido ilegítima y acusando a Juan de simonía y dilapidación de bienes. 
Los jueces eclesiásticos comisionados por el papa Inocencio III dictaron sentencia de deposición, ordenando al cabildo llevar a cabo la elección de un nuevo obispo, pero ante las amenazas del rey Sancho, los canónigos encargados de nombrar sucesor dejaron transcurrir el plazo prefijado para la elección.
Entretanto se resolvía el proceso, el obispo se distinguió en obrar sin el consentimiento del cabildo: otorgó el arcedianato a Martín Pérez, supuestamente a cambio de 4.000 óbolos, y enajenó arbitrariamente numerosos bienes propiedad de la iglesia, entre ellos los castillos de Monjardín y Huarte, que fueron entregados al rey.
En 1209, decididos los canónigos del cabildo a seguir las disposiciones eclesiásticas enfrentándose al monarca, fueron desterrados casi todos ellos. En 1210 Juan viajó personalmente a Roma para comparecer ante el tribunal que debía resolver el proceso, pero murió al año siguiente antes de que se dictase sentencia, dejando pendientes de pago grandes cantidades de dinero.
Algunos autores le atribuyen la institución del cargo de chantre de la catedral.
| Predecesor: García Ferrández | Obispo de Pamplona 1205 - 1211 | Sucesor: Espárago de la Barca |